# Piotr Ziętara
Piotr Ziętara (ur. 22 listopada 1988) – polski hokeista.
Syn Walentego i brat Marka, byłych hokeistów i trenerów hokejowych.

## Kariera
- Podhale Nowy Targ
- SMS I Sosnowiec (2004–2007)
- MHk 32 Liptovský Mikuláš (2007–2008)
- Podhale Nowy Targ (2008–2010)
- KTH Krynica (2011)
- MMKS Podhale Nowy Targ (2011–2012)
- Cracovia (2012)
- MMKS Podhale Nowy Targ (2012–2013)

Wychowanek Podhala Nowy Targ. Absolwent NLO SMS PZHL Sosnowiec z 2007. 1 września 2010, w wieku niespełna 22 lat, postanowił przerwać karierę sportową, po czym zajął się biznesem. W czerwcu 2011 podjął treningi wraz z drużyną KTH Krynica. Wskutek nieotrzymania licencji na grę w PLH przez klub z Krynicy, we wrześniu trafił ponownie do Nowego Targu. Od czerwca do drugiej połowy listopada 2012 zawodnik Cracovii. Po 17 meczach sezonu 2013/2014 był najskuteczniejszym zawodnikiem MMKS (13 punktów za 9 goli i 4 asysty); wówczas na początku listopada postanowił definitywnie zakończył karierę zawodniczą i skupić się na innych działalnościach.
Wraz z ojcem Walentym organizują obozy hokejowe dla młodzieży trenującej hokej na lodzie.

## Sukcesy
Klubowe
- Brązowy medal mistrzostw Polski: 2008, 2009 z Podhale Nowy Targ
- Złoty medal mistrzostw Polski: 2010 z Podhale Nowy Targ